# Гавриил (Огородников)
Архиепи́скоп Гаврии́л (в миру Дмитрий Иванович Огородников; 13 [25] октября 1890 (по другим данным 26 октября [7 ноября] 1890), Солигалич Костромской губернии, Российская империя — 28 февраля 1971, Ташкент, СССР) — епископ Русской православной церкви, с 1960 года архиепископ Ташкентский и Среднеазиатский.

## Русский офицер
Родился в городе Солигалич Костромской губернии в семье промышленника. Окончил Петровское коммерческое училище в Петербурге (1908), затем — Ораниенбаумскую школу прапорщиков (1914). Участвовал в Первой мировой войне, был ранен, награждён орденами святой Анны 3-й степени с мечами и бантом, св. Станислава с мечами и бантом, Георгиевским солдатским крестом и Георгиевской медалью, получил звание поручика. Во время гражданской войны воевал в армии адмирала А. В. Колчака, затем эмигрировал в Китай. Жил в Харбине, работал на Китайско-Восточной железной дороге (КВЖД).
По данным его духовных чад, в 1920-е годы был арестован китайскими властями по ложному обвинению в убийстве (на самом деле совершенном другим офицером-эмигрантом). Во время предварительного заключения решил, что в случае освобождения примет монашество. Вскоре власти выпустили его на свободу, убедившись в полной невиновности.

## Монах и священник
В 1926 году поступил послушником в Русскую духовную миссию в Пекине, где получил богословское образование. В 1931 году начальник миссии епископ Симон (Виноградов) совершил его постриг в монашество и рукоположил в сан иеродиакона. С 1933 года — иеромонах.
Служил на приходах в Китае: с 1935 года — настоятель Михайло-Архангельской церкви в городе Дайрене, в 1938 году — настоятель Покровской церкви в городе Тяньцзине, откуда был выслан за защиту церковных интересов по требованию японцев, оккупировавших часть Китая. С октября 1938 года — священник кафедрального собора в городе Шанхае и благочинный шанхайских церквей.
С 1944 года — архимандрит, наместник Успенского монастыря при Русской духовной миссии в Пекине.
В 1948 году командирован от миссии в Москву делегатом на торжества по случаю 500-летия автокефалии Русской православной церкви и остался в Советском Союзе.

## Архиерей
29 августа 1948 года в Троицком соборе Троице-Сергиевой лавры хиротонисан во епископа Хабаровского и Владивостокского. Прибыв в епархию, сообщал в Патриархию, что «притеснение и преследование верующих граничит с подлинным гонением на Церковь». Отозван в Москву.
С 11 августа 1949 года — епископ Вологодский и Череповецкий.
Организовал епархиальное управление, перевёл всех священников на постоянные оклады, навёл строгий порядок в храмах епархии. За период его управления епархией не был закрыт ни один из 17 её храмов, но все ходатайства об регистрации новых приходов оставались без удовлетворения. Часто совершал богослужения, на которых присутствовало много верующих, в том числе молодёжь.
В январе-июле 1953 года, одновременно, временно управлял Архангельской епархией. За это небольшое время совершил путешествие по епархии, посещал храмы, проводил богослужения, проповедовал. Во 2-м квартале
1953 года временно управлял Кировской епархией.
Рукополагал в священный сан недостаточно «благонадёжных», с точки зрения светской власти, кандидатов. Среди них будущий митрополит Николай (Кутепов) рукоположённый в диаконы после ареста его учителя архиепископа Антония (Марценко), а также будущий архиепископ Михаил (Мудьюгин).
В 1959 году на Вербное воскресенье во время богослужения в переполненном верхнем храме Богородской кладбищенской церкви Вологды, в условиях советской действительности ставшей кафедральным собором, кто-то крикнул «Пожар!» и началась паника. Епископ Гавриил и священнослужители пытались навести порядок, но давки на единственной узкой лестнице избежать не удалось. В результате погибли люди. Светские власти признали владыку невиновным в этой трагедии, но он все равно был переведен в другую епархию. В окружении владыки эти события считали провокацией со стороны противников Церкви.
С 27 июля 1959 года — епископ Астраханский и Енотаевский.
25 февраля 1960 года возведён в сан архиепископа. В Астрахани, по данным его биографа протоиерея Вячеслава Тулупова, своей молитвой изгнал беса из одержимой. Этот случай стал известен, и местные власти потребовали его удаления из области, опасаясь роста популярности Церкви.
С 15 сентября 1960 года — архиепископ Ташкентский и Среднеазиатский. Несмотря на преклонный возраст, посещал отдаленные приходы епархии, защищал их от закрытия.

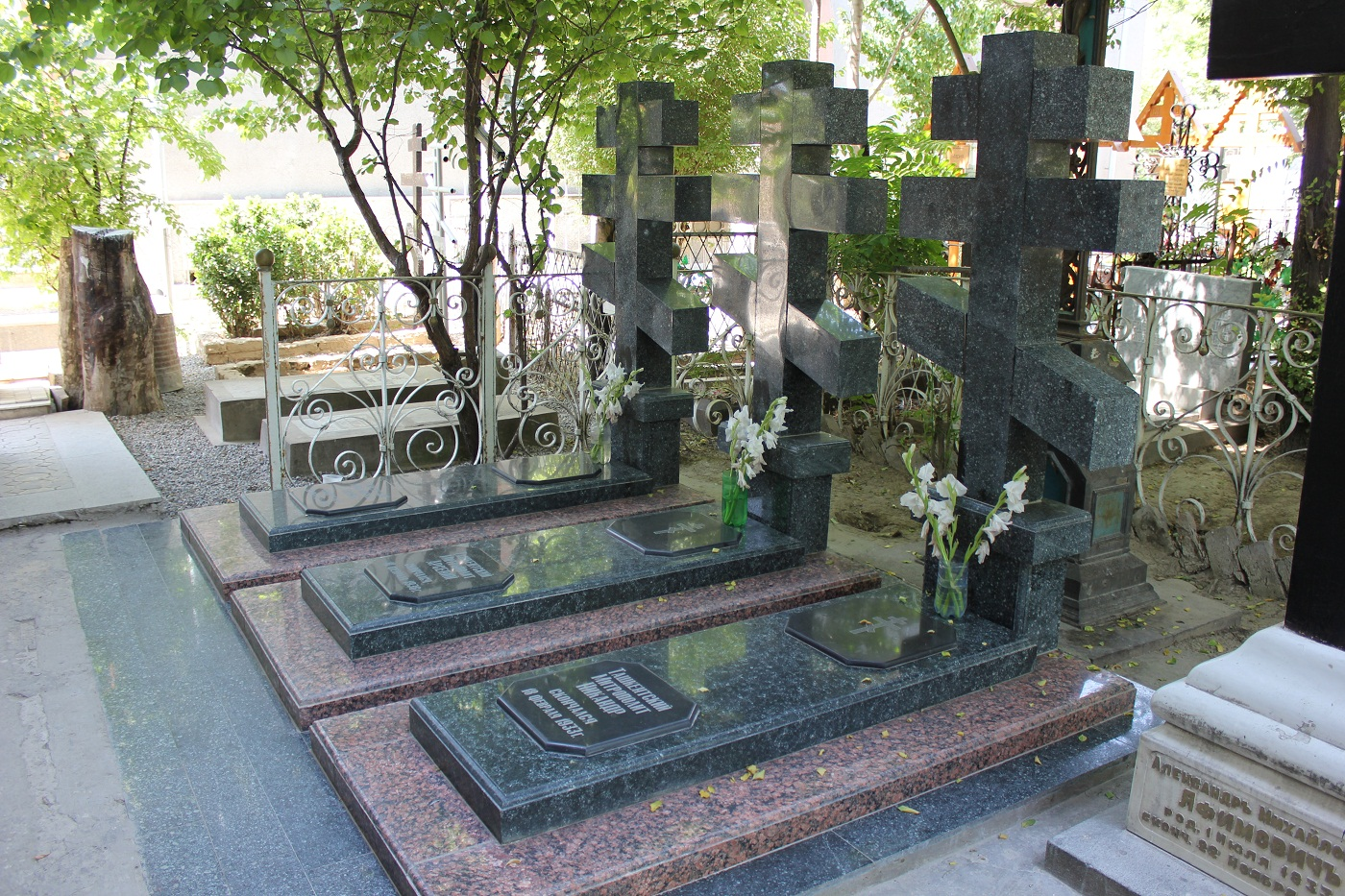
Место захоронения на Боткинском кладбище г. Ташкента

В 1965 году в числе других архиереев подписал составленное архиепископом Ермогеном (Голубевым) заявление на имя Патриарха Алексия I, в котором ставился вопрос о пересмотре решений Архиерейского собора 1961 года, принятых под сильным давлением властей — о фактическом отстранении настоятелей от управления приходами и передачи этих функций старостам, по сути назначаемых властями.
Занимался экзорцизмом (изгнанием бесов из одержимых). Отличался скромной жизнью, почти все свои деньги тратил на помощь малоимущим. Все воскресные и праздничные службы совершал в кафедральном соборе, в будни совершал богослужения в домовом храме епархиального управления. Просто и доходчиво проповедовал.
В 1970 году тяжело заболел и фактически отошёл от дел. Воспользовавшись этим, власти закрыли 14 храмов в Киргизии и Таджикистане, некоторые из которых не действуют в настоящее время.
Скончался 28 февраля 1971 года. Похоронен на ташкентском Боткинском кладбище.

## Публикации
- Вениамин, архиепископ Кировский и Слободской (некролог) // Журнал Московской Патриархии. М., 1957. — № 5. — С. 17-18.